# Guillaume Le Roux (guillotiné)
Pour les articles homonymes, voir Guillaume Le Roux et Le Roux.
Ne doit pas être confondu avec Guillaume le Roux.
Guillaume Le Roux est un marchand de toiles et administrateur du Finistère sous la Révolution, né le 27 août 1766 à Pleyber-Christ et guillotiné le 22 mai 1794 à Brest.

## Biographie

### Origines familiales
Il est le fils de Louis François Le Roux (1731-1785) et de Jeanne Madec, tante de Louise Madec (1758-1835), épouse du député conventionnel Jacques Quéinnec (1755-1817).
Il appartient à la caste des Juloded.
Deux de ses frères exerceront les fonctions de maire de Landivisiau : Jean Marie Le Roux de 1805 à 1812 puis Jacques Le Roux en 1815 puis de 1818 à 1826.

### Exécution
Il fut probablement condamné pour ses sympathies royalistes. Il fut exécuté avec les vingt-cinq autres administrateurs du Finistère le 22 mai 1794.

## Postérité
Son fils Guillaume Le Roux (1794-1868) relève la dynastie Le Roux. Il sera notamment propriétaire du château de Brézal en Plounéventer. Sa fille Claire Anne Marie Léonie épousera Charles Huon de Penanster (sénateur et député des Côtes du Nord) et ils fonderont Le Petit Écho de la Mode. Leur descendance est très nombreuse ; on y retrouve les familles de Gouzillon de Bélizal (descendants de Louis-Adolphe de Gouzillon de Bélizal), de Langle, de Prunelé, Cesbron-Lavau, Génébrias de Gouttepagnon, Jousselin-Chagrin de Saint-Hilaire, de Mullot de Villenaut, Savary de Beauregard ou encore de Brun du Bois Noir.
Par sa fille Barbe Le Roux (1788-1822), il est l'arrière-grand-père d'Henri Derrien, député des Côtes du Nord et maire de Lannion et arrière-arrière-grand-père d'Arthur Enaud, maire de Loudéac et personnalité locale.